# Knapkoek
De knapkoek (Limburgs: knapkook) is een koek afkomstig uit de Belgisch-Nederlandse Maasvallei. In België wordt het beschouwd als een Belgische specialiteit en een erkend streekproduct. De bekendste knapkoek is die van Maaseik. Hij wordt volgens traditioneel recept gemaakt in plaatselijke bakkerijen.  
De Maaseiker knapkoek is plat en rond. Hij wordt gemaakt met natuurboter en typerend zijn de ruwe suikerkorrels die bovenop mee ingebakken worden.
De koek werd ooit ontwikkeld als een soort scheepsbeschuit. In de tijd dat Maaseik een haven was, kochten schippers de lokale lekkernij voor aan boord. Hij kon lang bewaard worden omdat hij niet snel uitdroogt. Over de afkomst en het ontstaan van de koek, wordt weleens geredetwist. Vast staat dat de koek al bestond in 1648. Dat blijkt uit een oude stadsrekening van Maaseik.
Ter ere van de knapkook wordt - op de 1ste zondag van september - jaarlijks het knapkoekfeest georganiseerd. De Maaseiker meesterbakkers bakken dan op de Markt van de Eyckerstede een knapkoek met een diameter van 3 meter in een traditionele houtoven. De reuze-knapkoek wordt nadien met hamertjes stukgeslagen en verdeeld onder het aanwezige publiek. Dat gebeurt door de knapkoekers, een folkloregroep opgericht in 1960 en te vergelijken met de Gilles de Binche. De groep is ook internationaal actief en trad aan in Nederland, Duitsland, Frankrijk en Zwitserland. Opvallend is hun uitrusting. Naast de klederdracht waarvoor men inspiratie vond in de 17de eeuw (wanneer de knapkoek in Maaseik ontstond), dragen de knapkoekers een zwaar gelaagd hoofddeksel in de vorm van de lokale lekkernij.
Samen met de knapkoekers en de nodige randanimatie, eerbiedigen het stadsbestuur en de toeristische dienst van de gemeente, de Maaseiker specialiteit. Die wordt tot op vandaag nog steeds ter plaatse gebakken volgens het traditioneel recept terwijl het standbeeld "De Knapkoeker" de winkelstraat van Maaseik siert.
In Nederland wordt de knapkoek (weliswaar in een andere vorm of met andere ingrediënten) gebakken in de streek tussen Ohé en Laak en Roermond en is de fabricage ervan te zien in de bakkerij van het Limburgs Openluchtmuseum Eynderhoof in Nederweert-Eind.